# Грін-Бей Пекерс
«Грін Бей Пекерз» (англ. Green Bay Packers) — це професійна команда з американського футболу, що базується в місті Грин-Бей, штат Вісконсин. Пекерс змагаються в НФЛ (Національна футбольна ліга) як клуб-член Північного дивізіону Національної футбольної конференції (NFC). Це третя за віком франшиза в НФЛ, заснована у 1919 році. 
"Грін Бей Пекерс" - єдина некомерційна професійна команда вищої ліги, що належить громаді, котра базується в США. Домашні ігри проводяться на полі "Ламбо Філд" з 1957 року.
"Пакувальники" - це остання із "команд маленьких містечок", які були поширені в НФЛ на початку існування ліги у 20-30-х роки. Заснована в 1919 році Ерлом "Кучерявим" Ламбо і Джорджем Уїтні Калхуном, франшиза веде свій початок від інших напівпрофесійних команд, які базувалися у Грин-Бей, починаючи з 1896 року. У 1919 і 1920 рр. "Пакувальники" змагалися проти інших напівпрофесійних клубів з Вісконсіна та Середнього Заходу, поки приєдналися до Американської професійної футбольної асоціації (APFA), попередниці сьогоднішньої НФЛ, у 1921 році. 
"Пакувальники" виграли 13 чемпіонських титулів, найбільше в історії НФЛ: дев'ять титулів НФЛ до ери Супербоулу та чотири перемоги в Суперкубку. "Пекерс" виграв перші дві "Супербоули" в 1967 і 1968 років, Їх дві наступні перемоги в Суперкубку відбулися в 1996 і 2010 рр . Трофей, який вручають переможцям Супербоула, названо на честь тренера "Пакувальників" Вінса Ломбарді, який провів їх до перших двох "Супербоулів".
Пекерс- давні супротивники команд "Ведмеді Чикаго", "Вікінги Мінесоти" та "Леви Детройту" , які сьогодні утворюють північний дивізіон [[НФК НФЛ (раніше відомий як Центральний дивізіон НФК). Вони зіграли понад 100 ігор проти кожної із цих команд за всю історію.  Суперництво Ведміді– Пакувальники - одне з найдавніших змагань в історії професійного спорту США, воно розпочалося із 1921 року.
«Пекерз» виграли Супербол (чемпіонат Американського футболу) (англ. AFC-NFC Super Bowl) у 1966, 1967, 1996 та 2010 роках.

## Посилання

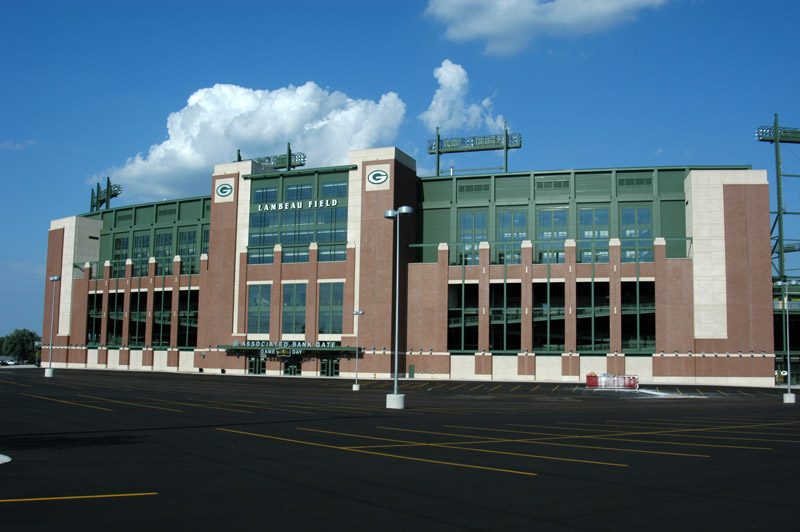
Ламбо Філд